# Emilio Lorenzo-Luaces Iraola
Patriota Cubano Independentista, nacido en Puerto Príncipe, Camagüey, Cuba, el 11 de junio de 1842.
Hijo del abogado y empresario azucarero, José Martin Lorenzo-Luaces Ferradas, y María "Concha" De la Concepción Iraola Díaz. Hermano del coronel Antonio Lorenzo-Luaces Iraola y tío del coronel Ernesto Lorenzo-Luáces Molina. Sobrino del poeta Joaquín Lorenzo-Luaces Ferradas.
Después de terminar sus estudios de bachillerato en el colegio de los Padres Escolapios, Puerto Príncipe, viaja a Nueva York, en donde en 1862 se gradúa de doctor en medicina.
Se casa con la estadounidense, Eliza Hackstaff Waring Bennett, el 28 de octubre de 1863 en Brooklyn, Nueva York, y regresa a Camagüey, Cuba, en donde establece su familia y asume la administración del Ingenio El Oriente, cerca de Sibanicu. Su primer hijo, José Emilio Lorenzo-Luaces Waring, nace el 9 de diciembre de 1864. Su segundo hijo, Roberto Lorenzo-Luaces Waring, nace el 29 de mayo de 1866.
Participó activamente en el movimiento independentista, durante la guerra de los Diez Años, entre 1868 y 1878. En 1868 dio libertad a sus esclavos (se estima más de 150) y a fines de ese año se alzó, incorporándose al segundo escuadrón de Cazadores Montados de Camagüey. Fue uno de los 35 jinetes que participaron en la acción militar "Rescate de Sanguily", en donde liberaron de las tropas españolas al general de brigada Julio Sanguily, el 8 de octubre de 1871, bajo las órdenes del mayor general Ignacio Agramonte. Ocupó el cargo de jefe de Sanidad de la Brigada Norte de Camagüey, y posteriormente de la división. El 6 de febrero de 1873 resultó herido durante un encuentro con una columna española.
El 23 de marzo de 1874 fue ascendido a Teniente Coronel y el 29 de agosto de 1875 a Coronel.
En mayo de 1877 se opuso a la sedición de Santa Rita.
El 8 de febrero de 1878 fue designado presidente del Comité del Centro, el cual concertó con los españoles la Paz de Zanjón. Un día después, junto al teniente coronel Ramón Roa, llevó al general español Arsenio Martínez Campos algunas modificaciones al contenido del pacto y regresaron para firmarlo, después de haber sido aprobado por la parte cubana, en el campamento de San Agustín del Brazo. El pacto logró la abolición de la esclavitud en Cuba.
Durante la Tregua Fecunda, Lorenzo-Luaces se convirtió en autonomista, al afiliarse al Partido Liberal, el 1 de enero de 1879. 
Lorenzo-Luaces no apoyó el alzamiento del 24 de febrero de 1895, al inicio de la Guerra Necesaria, ya que no consideraba que las condiciones fueran óptimas para reiniciar la guerra independentista contra España, desde Camagüey. Pero, finalmente se alzó el 7 de junio de 1895.
El 3 de noviembre de 1897 fue nombrado gobernador civil de Camagüey y el 10 de diciembre de 1897, el Consejo de Gobierno lo ratificó en el cargo. En el índice alfabético del Ejército Libertador aparece que terminó la guerra en el cargo de jefe territorial de Camagüey.
Durante la naciente República, fue gobernador de la provincia camagüeyana. Murió en 1910.